# Стивенс (округ, Оклахома)
Округ Стивенс (англ. Stephens County) располагается в штате Оклахома, США. Официально образован в 1907 году. По состоянию на 2012 год, численность населения составляла 44 779 человек.

## География
По данным Бюро переписи США, общая площадь округа равняется 2307,692 км2, из которых 2263,662 км2 суша и 44,030 км2 или 1,920 % это водоёмы.

## Население
По данным переписи населения 2000 года в округе проживает 43 182 жителей в составе 17 463 домашних хозяйств и 12 590 семей. Плотность населения составляет 19,00 человек на км2. На территории округа насчитывается 19 854 жилых строений, при плотности застройки около 9,00-ти строений на км2. Расовый состав населения: белые — 88,37 %, афроамериканцы — 2,20 %, коренные американцы (индейцы) — 4,92 %, азиаты — 0,30 %, гавайцы — 0,03 %, представители других рас — 1,44 %, представители двух или более рас — 2,74 %. Испаноязычные составляли 3,96 % населения независимо от расы.
В составе 30,40 % из общего числа домашних хозяйств проживают дети в возрасте до 18 лет, 59,50 % домашних хозяйств представляют собой супружеские пары проживающие вместе, 9,20 % домашних хозяйств представляют собой одиноких женщин без супруга, 27,90 % домашних хозяйств не имеют отношения к семьям, 25,30 % домашних хозяйств состоят из одного человека, 12,80 % домашних хозяйств состоят из престарелых (65 лет и старше), проживающих в одиночестве. Средний размер домашнего хозяйства составляет 2,44 человека, и средний размер семьи 2,91 человека.
Возрастной состав округа: 24,60 % моложе 18 лет, 7,80 % от 18 до 24, 25,10 % от 25 до 44, 24,00 % от 45 до 64 и 24,00 % от 65 и старше. Средний возраст жителя округа 40 лет. На каждые 100 женщин приходится 93,70 мужчин. На каждые 100 женщин старше 18 лет приходится 89,70 мужчин.
Средний доход на домохозяйство в округе составлял 30 709 USD, на семью — 36 371 USD. Среднестатистический заработок мужчины был 30 428 USD против 20 055 USD для женщины. Доход на душу населения составлял 16 357 USD. Около 11,60 % семей и 14,60 % общего населения находились ниже черты бедности, в том числе — 19,50 % молодёжи (тех, кому ещё не исполнилось 18 лет) и 11,90 % тех, кому было уже больше 65 лет.